# Човдырова, Гульшат Сулеймановна
Гульшат Сулеймановна Човдырова (род. 5 мая 1944, Ставропольский край) — российский психолог; специалист в области психиатрии и психологии труда, инженерной психологии, эргономики. Доктор психологических наук (2006), профессор Московского университета МВД России (2003), доктор медицинских наук (2000); полковник милиции.

## Биография
Родилась и выросла в России, в Ставропольском крае Туркменского района, в поселке Маштак-Кулак, в семье служащего.
Окончила первый Ленинградский медицинский институт им. И. П. Павлова в 1967 году, в 1968 — интернатуру; затем аспирантуру (1969—1972 годы) в г. Москве, в Медико-генетическом научном центре, в отделении генетики нервно-психических заболеваний.
Защитила диссертацию на соискание ученой степени кандидата медицинских наук по специальности 14.00.18. — психиатрия в 1973 году в Федеральном медицинском исследовательском центре психиатрии и наркологии имени В. П. Сербского.
В 1974 году поступила на службу в ГУВД Мосгорисполкома, где по 1986 год работала психиатром, с 1987 по 1993 годы — заместителем начальника подразделения по лечебной работе.
С 1993 по ноябрь 2004 год занимала должности старшего, ведущего, затем главного научного сотрудника во ВНИИ (Всероссийском научно-исследовательском институте) МВД России.
Ученая степень доктора медицинских наук по специальности 14.00.18. — психиатрия, присуждена Човдыровой Г. С. решением диссертационного совета Центрального ордена Трудового Красного Знамени Федерального медицинского исследовательского центра психиатрии и наркологии имени В. П. Сербского в 2000 году. Тема докторской диссертации: «Психопрофилактика расстройств, связанных со стрессом, и проблемы повышения стрессоустойчивости личного состава МВД России в экстремальных условиях».
Ученое звание — профессор, присвоено по кафедре медико-психологического обеспечения деятельности органов внутренних дел в ВИПК МВД России, в 2003 году, по должности профессора (по совместительству). Специальное звание — полковник милиции, в/о с 2004 года.
С 2004 года Г. С. Човдырова работает на должности профессора в Московском Университете МВД России им. В. Я. Кикотя, (кафедра общей психологии, кафедра юридической психологии).
Ученая степень доктора психологических наук по специальности — 19.00.03 — «Психология труда, инженерная психология, эргономика» присуждена решением диссертационного совета Московского Университета МВД России в 2006 году. Тема диссертации: «Психология профессиональной деятельности сотрудников оперативных и специальных подразделений МВД России».
Член диссертационного совета Московского Университета МВД России имени В. Я. Кикотя по подготовке кандидатских и докторских диссертаций по психологии труда (19.00.03).
Член редакционной коллегии в журналах «Психопедагогика в правоохранительных органах», «Психология и педагогика служебной деятельности».
Човдыровой Гульшат Сулеймановной впервые разработана этиология и патогенез стрессовых расстройств — механизм развития стрессовых расстройств (различных стадий развития ПТСР); анализированы проявления клиники общего адаптационного синдрома у сотрудников органов внутренних дел в экстремальных условиях — в первую Чеченскую войну; она является автором концепции медико-психологической адаптации и реабилитации личности после длительного воздействия стрессогенных факторов(на основе анализа поведения сотрудников ОМОН при участии в контртеррористических операциях); ею разработана классификация стрессогенных факторов и методики профилактики психических нарушений в экстремальных условиях деятельности.

## Научные работы
- Човдырова Г. С., Назаров К. Н., Белякова Т. К. Частота групп крови и генов системы АВО в семьях, отягощенных болезнью Дауна. — Киев, 1971.
- Човдырова Г. С., Назаров К. Н., Белякова Т. К. Влияние некоторых генотипических и средовых факторов на частоту пароксизмального синдрома при болезни Дауна. — М., 1971.
- Човдырова Г. С., Артюх А. Н.,Приходько Е. П.,Рыльская М. А., Рябов С. М. Организация и тактика действий сил и средств органов внутренних дел и внутренних войск МВД при проведении специальных операций. — М.: ВНИИ МВД России., 1997.
- Човдырова Г. С. Проблемы повышения психологической стрессоустойчивости личного состава МВД России в экстремальных условиях: Монография. — М.: ВНИИ МВД России., 1998.
- Човдырова Г. С. Медико-психологические и правовые проблемы безопасности жизнедеятельности личного состава системы МВД. Монография. — М.: ВНИИ МВД России., 1999.
- Човдырова Г. С. Личность в условиях социальной изоляции. Проблемы адаптации и повышения стрессоустойчивости. Монография. — М.: «Права человека», 2000.
- Човдырова Г. С., Павлова М. С., Фролова А., Шпикалов А. Психосоциальный стресс и психогенные расстройства Монография. — М.: Москва-Хабаровск, 2001.
- Човдырова Г. С. Проблемы стресса, психической дезадаптации и повышения стрессоустойчивости личности в условиях социальной изоляции // Тюремная библиотека, 2001[1][2][3].
- Човдырова Г.С. Введение в экстремальную патопсихологию. — М.: ВНИИ МВД России, 2003.[4]
- Психодиагностика и развитие психологических профессионально-важных качеств сотрудников отдельных оперативных подразделений системы МВД России / Под ред. Г. С. Човдыровой. — М.: ВНИИ МВД России., 2003.
- Човдырова Г. С., Клименко Т. С. КЛИНИЧЕСКАЯ ПСИХОЛОГИЯ. ОБЩАЯ ЧАСТЬ. — М.: ЮНИТИ-ДАНА., 2015.
- Човдырова Г. С., Н. А. Кузьмичева, С. Н. Федотов, В. Л. Цветков. Психологические особенности профессиограммы сотрудников подразделений по делам несовершеннолетних территориальных органов внутренних дел. Монография. — М.: Московский университет МВД России, 2019.
- Човдырова Г. С., В. Л. Цветков, А. В. Караяни, И. О. Котенев и др. Психология служебной деятельности. Монография. — М.: Юнити-Дана: Закон и право, 2019.
- Човдырова Г. С., Клименко Т. С. Психология труда сотрудников органов внутренних дел. — М.: ЮРАЙТ, 2019.

## Награды
- Ветеран труда (звание) (1997).
- Медаль «В память 850-летия Москвы»
- Медаль «За безупречную службу» (1-2-3 степени)
- Отличнику здравоохранения
- Почетная грамота «за значительный вклад в развитие психологической науки и практики в России» (2017)